# Succineta
Genre
Succineta est un genre éteint d'araignées aranéomorphes de la famille des Linyphiidae.

## Distribution
Les espèces de ce genre ont été découvertes dans de l'ambre de la mer Baltique. Elles datent du Paléogène.

## Liste des espèces
Selon The World Spider Catalog 16.0 :
- † Succineta brevispina Wunderlich, 2004 ;
- † Succineta discoidalis Wunderlich, 2004.

## Publication originale
- (en) Wunderlich, 2004 : The fossil spiders of the family Linyphiidae in Baltic and Dominican amber (Araneae:Linyphiidae). Beiträge zur Araneologie, vol. 3, p. 1298–1373.